# Йохан IV фон Алефелдт
Йохан IV фон Алефелдт (на немски: Johann IV von Ahlefeldt; * пр. 1400 в Кюсов; † 1463/1464) е благородник от стария род Алефелдт в Шлезвиг-Холщайн, господар на Лемкулен и Витмолд в Дания, кнаапе (1418 – 1428), рицар (1432 – 1461), 1438 г. кралски съветник, управител на манастир Итцехое (1449 – 1463).
Той е син на рицар граф Клаус I Бентзен фон Алефелдт, господар на Зогаард († 4 август 1404, в битка при Зюдерхаме) и съпругата му Анна Фолфсдатер Погевиск/Погвиш († сл. 1423), дъщеря на Волф II Погвиш († сл. 1411).
Брат е на Бенедикт IV фон Алефелдт-Загаард († сл. 1440) и Годзке фон Алефелдт-Босее († ок. 1475/1476).

## Фамилия
Йохан IV фон Алефелдт се жени за Анна фон Вилтберг († сл. 1478), дъщеря на Ото Вилтберг († ок. 1469). Те имат децата:
- Клауз IV фон Алефелдт-Мазлев († 1486), амтман на Клайн-Тондерн, 1474 г. кралски съветник и хауптман на град Кил, женен за Зваве от Нордзее, наследничка на 1/2 Нордзее, дъщеря на Хенрик Зваве от Нордзее († пр. 1496); имат дъщеря, наследничка на 1/2 Нордзее
- Бенедикт фон Алефелдт-Лемкулен (1445 – 1500, убит в битка в Хемингщед), граф, женен за Друде фон Рантцау, дъщеря на Ото фон Рантцау († 1510/1511) и Анна Марквардсдатер фон Брайде († 1551), дъщеря на Марквард Бриде-Клауздорф († 1506) и Катарина фон Алефелдт († 1557); имат сест деца
- Детлев фон Алефелдт († 1500, Хемингщат); има син
- Цецилия Алефелдт, омъжена 1467 г. за Дитлев фон Тинен (* ок. 1440; † сл. 1487, Вахсторф, Пльон), син на Клауз фон Тинен (* пр. 1410) и внук на Йохан фон Тинен († 1410), канцлер на Холщайн